# 미얀마 언어 위원회
미얀마 언어 위원회(버마어: မြန်မာစာအဖွဲ့)는 버마어를 관장하는 미얀마의 기구로 1993년부터 활동하고 있다. 이 기구는 교육부 소속으로 편재되어 있으며, 버마어 로마자 표기법이나 MLCTS와 같은 버마어의 표준화 작업에 관여한다.